# Grande Prêmio de Mônaco de 2025
O Grande Prêmio de Mônaco de 2025 (formalmente denominado Formula 1 TAG HEUER Grand Prix de Monaco 2025) foi a oitava etapa do Campeonato Mundial de Fórmula 1 de 2025, disputada em 25 de maio de 2025 no Circuito de Mônaco, Monte Carlo, Mônaco.

## Resumo
Na Sexta-Feira, Charles Leclerc liderou o TL1 e o TL2, com ambos os treinos sendo marcados por batidas, incluindo a do próprio Monegasco com Lance Stroll, que fez o piloto canadense ser punido em uma posição no grid. Além disso, o líder do campeonato mundial na época, Oscar Piastri, também bateu, danificando sua asa-dianteira, mas sem maiores consequências. Já no Sábado, o herói nacional Leclerc mais uma vez liderou o TL3. No mesmo dia, tivemos a classificação, onde no Q1 as duas Alpines foram eliminadas, além de Gabriel Bortoleto, Oliver Bearman e Stroll; no final da sessão Kimi Antonelli bateu, causando uma Bandeira Vermelha, e o fazendo largar da P15. Já no Q2, os eliminados foram o próprio Antonelli, George Russell com problemas em sua Mercedes, Nico Hülkenberg, Yuki Tsunoda e Carlos Sainz. Na última sessão do dia, o Q3, na primeira tentativa, as McLarens fizeram uma dobradinha, com Norris na Pole Provisória e Piastri logo na sequência. Já na segunda tentativa, ambos os pilotos da equipe "papaya" melhoraram suas voltas, mas Charles Leclerc foi ainda melhor que ambos e cravava a Pole momentaneamente, porém, na última tentativa, Norris foi o último a cruzar a linha com um tempo de 1:09.954, o recorde extra-oficial do circuito, largando em primeiro no Domingo. 

## Resultados

#### Treino classificatório
| Pos.                | N° | Piloto                | Construtor                 | tempos qualificatorios | tempos qualificatorios | tempos qualificatorios | Final grid |
| Pos.                | N° | Piloto                | Construtor                 | Q1                     | Q2                     | Q3                     | Final grid |
| ------------------- | -- | --------------------- | -------------------------- | ---------------------- | ---------------------- | ---------------------- | ---------- |
| 1                   | 4  | Lando Norris          | McLaren-Mercedes           | 1:11.285               | 1:10.570               | 1:09.954               | 1          |
| 2                   | 16 | Charles Leclerc       | Ferrari                    | 1:11.229               | 1:10.581               | 1:10.063               | 2          |
| 3                   | 81 | Oscar Piastri         | McLaren-Mercedes           | 1:11.308               | 1:10.858               | 1:10.129               | 3          |
| 4                   | 44 | Lewis Hamilton        | Ferrari                    | 1:11.575               | 1:10.883               | 1:10.382               | 7          |
| 5                   | 1  | Max Verstappen        | Red Bull Racing-Honda RBPT | 1:11.431               | 1:10.875               | 1:10.669               | 4          |
| 6                   | 6  | Isack Hadjar          | Racing Bulls-Honda RBPT    | 1:11.811               | 1:11.040               | 1:10.923               | 5          |
| 7                   | 14 | Fernando Alonso       | Aston Martin-Mercedes      | 1:11.674               | 1:11.182               | 1:10.924               | 6          |
| 8                   | 31 | Esteban Ocon          | Haas-Ferrari               | 1:11.839               | 1:11.262               | 1:10.942               | 8          |
| 9                   | 30 | Liam Lawson           | Racing Bulls-Honda RBPT    | 1:11.818               | 1:11.250               | 1:11.129               | 9          |
| 10                  | 23 | Alexander Albon       | Williams-Mercedes          | 1:11.629               | 1:10.732               | 1:11.213               | 10         |
| 11                  | 55 | Carlos Sainz Jr.      | Williams-Mercedes          | 1:11.707               | 1:11.362               | N/A                    | 11         |
| 12                  | 22 | Yuki Tsunoda          | Red Bull Racing-Honda RBPT | 1:11.800               | 1:11.415               | N/A                    | 12         |
| 13                  | 27 | Nico Hülkenberg       | Kick Sauber-Ferrari        | 1:11.871               | 1:11.596               | N/A                    | 13         |
| 14                  | 63 | George Russell        | Mercedes                   | 1:11.507               | No time                | N/A                    | 14         |
| 15                  | 12 | Andrea Kimi Antonelli | Mercedes                   | 1:11.880               | No time                | N/A                    | 15         |
| 16                  | 5  | Gabriel Bortoleto     | Kick Sauber-Ferrari        | 1:11.902               | N/A                    | N/A                    | 16         |
| 17                  | 87 | Oliver Bearman        | Haas-Ferrari               | 1:11.979               | N/A                    | N/A                    | 20         |
| 18                  | 10 | Pierre Gasly          | Alpine-Renault             | 1:11.994               | N/A                    | N/A                    | 17         |
| 19                  | 18 | Lance Stroll          | Aston Martin-Mercedes      | 1:12.563               | N/A                    | N/A                    | 19         |
| 20                  | 43 | Franco Colapinto      | Alpine-Renault             | 1:12.597               | N/A                    | N/A                    | 18         |
| 107% time: 1:16.215 |    |                       |                            |                        |                        |                        |            |
| Fontes:             |    |                       |                            |                        |                        |                        |            |

#### Corrida
| Pos.    | N° | Piloto                | Construtor                 | Voltas | Tempo/retirada    | Grid | Pontos |
| ------- | -- | --------------------- | -------------------------- | ------ | ----------------- | ---- | ------ |
| 1       | 4  | Lando Norris          | McLaren-Mercedes           | 78     | 1:40:33.843       | 1    | 25     |
| 2       | 16 | Charles Leclerc       | Ferrari                    | 78     | +3.131            | 2    | 18     |
| 3       | 81 | Oscar Piastri         | McLaren-Mercedes           | 78     | +3.658            | 3    | 15     |
| 4       | 1  | Max Verstappen        | Red Bull Racing-Honda RBPT | 78     | +20.572           | 4    | 12     |
| 5       | 44 | Lewis Hamilton        | Ferrari                    | 78     | +51.387           | 7    | 10     |
| 6       | 6  | Isack Hadjar          | Racing Bulls-Honda RBPT    | 77     | +1 volta          | 5    | 8      |
| 7       | 31 | Esteban Ocon          | Haas-Ferrari               | 77     | +1 volta          | 8    | 6      |
| 8       | 30 | Liam Lawson           | Racing Bulls-Honda RBPT    | 77     | +1 volta          | 9    | 4      |
| 9       | 23 | Alexander Albon       | Williams-Mercedes          | 76     | +2 voltas         | 10   | 2      |
| 10      | 55 | Carlos Sainz Jr.      | Williams-Mercedes          | 76     | +2 voltas         | 11   | 1      |
| 11      | 63 | George Russell        | Mercedes                   | 76     | +2 voltas         | 14   |        |
| 12      | 87 | Oliver Bearman        | Haas-Ferrari               | 76     | +2 voltas         | 20   |        |
| 13      | 43 | Franco Colapinto      | Alpine-Renault             | 76     | +2 voltas         | 18   |        |
| 14      | 5  | Gabriel Bortoleto     | Kick Sauber-Ferrari        | 76     | +2 voltas         | 16   |        |
| 15      | 18 | Lance Stroll          | Aston Martin-Mercedes      | 76     | +2 voltas         | 19   |        |
| 16      | 27 | Nico Hülkenberg       | Kick Sauber-Ferrari        | 76     | +2 voltas         | 13   |        |
| 17      | 22 | Yuki Tsunoda          | Red Bull Racing-Honda RBPT | 76     | +2 voltas         | 12   |        |
| 18      | 12 | Andrea Kimi Antonelli | Mercedes                   | 75     | +3 voltas         | 15   |        |
| Ret     | 14 | Fernando Alonso       | Aston Martin-Mercedes      | 36     | Problema no Motor | 6    |        |
| Ret     | 10 | Pierre Gasly          | Alpine-Renault             | 7      | Dano após colisão | 17   |        |
| Fontes: |    |                       |                            |        |                   |      |        |

## Tabela do Campeonato após a corrida
|        | Pos. | Piloto          | Pontos |
| ------ | ---- | --------------- | ------ |
|        | 1    | Oscar Piastri   | 161    |
|        | 2    | Lando Norris    | 158    |
|        | 3    | Max Verstappen  | 136    |
|        | 4    | George Russell  | 99     |
|        | 5    | Charles Leclerc | 79     |
| Fonte: |      |                 |        |

|        | Pos. | Construtor                 | Pontos |
| ------ | ---- | -------------------------- | ------ |
|        | 1    | McLaren-Mercedes           | 319    |
|        | 2    | Mercedes                   | 147    |
|        | 3    | Red Bull Racing-Honda RBPT | 143    |
|        | 4    | Ferrari                    | 142    |
|        | 5    | Williams-Mercedes          | 54     |
| Fonte: |      |                            |        |

- Nota: Apenas as 5 primeiras posições estão incluídas em ambos conjuntos de classificação.